# Verhandlungen der Gesellschaft Naturforschender Freunde zu Berlin
Verhandlungen der Gesellschaft Naturforschender Freunde zu Berlin (abreviado Verh. Ges. Naturf. Freunde Berlin) fue una revista con descripciones botánicas editada en Berlín en el año (1819) 1829. Fue precedida por Magazin für die Neuesten Entdeckungen in der Gesammten Naturkunde, Gesellschaft Naturforschender Freunde zu Berlin y reemplazada por Mittheilungen aus den Verhandlungen der Gesellschaft Naturforschender Freunde zu Berlin.